# Jacob Schapiro
Jacob Schapiro, auch Jakob Schapiro, (geb. 6. November 1885 in Odessa; gest. 17. April 1942 in New York) war ein russisch-jüdischer Autohändler, Taxiunternehmer und Börsenspekulant in Berlin. Er war zeitweise der größte Automobilhändler Deutschlands.

## Einstieg in das Kraftfahrzeuggewerbe
Jacob Schapiro wuchs in einer jüdischen Familie mit mindestens zwei Brüdern auf.  Jacob Schapiro absolvierte die Höhere Handelsschule und war danach an einigen technischen Schulen in Deutschland eingeschrieben. Von 1905 bis 1906 studierte er am Technikum Mittweida Maschinenbau. Später zog er nach Berlin, wo er spätestens ab 1914 ansässig war. In Berlin übernahm er 1919 die Geschäftsführung des Karosseriebauers Schebera. Unter seiner Führung stieg Schebera in den Autohandel ein und wurde in kurzer Zeit eines der größten deutschen Automobilhandelsunternehmen. Beispielsweise hatte die Gesellschaft die Generalvertretung der Benz & Cie. für den Raum Berlin und Brandenburg inne.
Schapiro wurde auch dadurch bekannt, dass er in der deutschen Inflation Anfang der 1920er-Jahre hohe Gewinne erzielte. Er erwarb von vielen deutschen Automobilherstellern Automobile in größerer Zahl und bezahlte sie mit Wechseln. Diese Wechsel ließ er so lange prolongieren, bis sich die realen Werte der Wechselbeträge durch die Geldentwertung so weit verringert hatten, dass er sie aus den Erlösen der Fahrzeugverkäufe bezahlen konnte und darüber hinaus große Gewinne erzielte. 1929 wurden wirtschaftliche Probleme bei den Droschkenbetrieben von Schapiro in Berlin bekannt. 1200 Droschken waren bereits an Banken verpfändet. Die NSU-Werke Heilbronn und Benzinlieferanten bildeten ein Gläubigerkonsortium.

## Unternehmensbeteiligungen
Sein wachsendes Vermögen nutzte Jacob Schapiro, um sich im Laufe der Jahre an verschiedenen Unternehmen der Automobilbranche zu beteiligen. Neben Fahrzeugherstellern zählten auch Zulieferbetriebe und Taxiunternehmen zu seinem Firmengeflecht. Bereits Ende 1922 besaß er zum Beispiel 45 Prozent des Aktienkapitals an Benz & Cie. sowie 42 Prozent der Anteile der Daimler-Motoren-Gesellschaft. Dadurch hatte er auch Sitz und Stimme in den Aufsichtsräten der betroffenen Unternehmen und damit regelmäßig auch Einfluss auf deren Geschäftspolitik. Beispielsweise erreichte er, dass Benz sich verpflichtete, 30 Prozent der Karosserien von Schebera zu beziehen.
Des Weiteren war Schapiro unter anderem auch an den folgenden Gesellschaften beteiligt:
- Protos in Berlin
- NAG in Berlin
- NSU Motorenwerke in Neckarsulm
- Hansa-Lloyd in Bremen
- Gothaer Waggonfabrik einschl. Dixi-Werke und Cyklon Maschinenfabrik GmbH

Häufig war er auch einer der größten Kunden der Hersteller. Viele Fahrzeuge setzte er im Berliner Taxiunternehmen Kandelhardt ein, das auch zu seiner Unternehmensgruppe zählte.
Als sich die finanziellen Verhältnisse in Deutschland 1924 durch die Einführung der Rentenmark und später der Reichsmark wieder normalisierten, funktionierten Schapiros Verfahren nicht mehr. Die Wechsel platzten, und mit seiner Zahlungsunfähigkeit schadete er einem Großteil der deutschen Automobilindustrie: Benz & Cie. und die Daimler-Motoren-Gesellschaft konnten nur durch Fusion (1926) überleben, Protos wurde an NAG verkauft und die Dixi-Werke übernahm BMW. NSU musste Schebera übernehmen, mittlerweile ein reines Abschreibungsprojekt, dessen Verluste die Substanz der Firma NSU aufzehrten, so dass die Gruppe 1929 bankrott war. NSU musste daraufhin den Automobilbau mit einem nagelneuen Werk in Heilbronn an die neu gegründete Firma NSU-Fiat abgeben.
Nach dem Zusammenschluss von Daimler und Benz war Schapiro kurzzeitig größter Aktionär der Daimler-Benz AG. Wilhelm Kissel, Vorstandsvorsitzender des fusionierten Unternehmens, versuchte jedoch Schapiros Einfluss zu mindern. Als seine Wechsel nicht nochmals prolongiert und fällig gestellt wurden, musste Schapiro Aktien verkaufen. Im Laufe des Jahres 1930 schied er aus dem Aufsichtsrat der Daimler-Benz AG aus.
Von 1929 bis 1934 war Schapiro zudem Eigentümer des Berliner Sportpalastes, der an seine Hauptgläubiger, zwei Schweizer Finanzierungsgesellschaften, zwangsversteigert wurde.
Jacob Schapiro floh 1938 vor der Verfolgung durch die Nationalsozialisten nach Paris und 1940 in die Vereinigten Staaten. Dort starb er 1942 in New York.